# Umberto Melnati
Umberto Melnati (Raimondo Melnati: Livorno, 17 de junio de 1897 – Roma, 30 de marzo de 1979) fue un actor teatral, cinematográfico y televisivo de nacionalidad italiana.

## Biografía
Procedía de una familia de artistas, siendo sus padres Gino Pietro y Marcella Conti. En sus inicios se especializó en papeles de segundo brillante. Durante la Primera Guerra Mundial actuó en varias compañías, llegando, en 1919, a la compañía de Alfredo De Sanctis. En 1931 colaboró con Vittorio De Sica y Giuditta Rissone, y juntos participaron en Za Bum n. 8 y Za Bum n. 10.
Fue en famosas revistas producidas por Luciano Ramo y Mario Mattoli, como Lucciole della città (Dino Falconi y Oreste Biancoli, 1931), que maduraron los célebres dúos ("Düra minga") entre Melnati y De Sica, que pronto pasaron al mundo de la radio.
El trío De Sica-Melnati-Rissone consiguió un gran éxito a lo largo de una década, gracias también a los discos y a los números tomados de revistas que los protagonistas representaron para Columbia Records y que después fueron transmitidos por la radio (el primer episodio de Scenette radiofoniche para la firma de licores Felice Bisleri en 1937), y también gracias a su actividad cinematográfica.
El éxito de Melnati fue inmediatamente vinculado a su inconfundible voz, que el actor enfatizaba como contraste a la de su amigo De Sica, y también como actor de voz y de carácter.
Melnati fue también uno de los primeros actores de la RAI en trabajar en producciones de ficción: en 1958, cuando la cadena televisiva estatal llevaba emitiendo únicamente cuatro años, fue uno de los intérpretes del programa televisivo Il teatro dei ragazzi, que proponía historia destinada a niños y adolescentes.
Consiguió una gran notoriedad mediados los años 1930 gracias a algunas célebres interpretaciones cinematográficas, como las de Due cuori felici (1932), Mille lire al mese (1938) y Cortocircuito (1942). Finalizada la Segunda Guerra Mundial, el actor volvió a la revista junto a los rostros más destacados de la época (De Sica, Elsa Merlini, Isa Pola, Milly), aunque sin desdeñar actuaciones más difíciles.
Entonces, sin embargo, el artista fue atraído definitivamente por los medios de comunicación de masa, con una carrera radiofónica consolidada (trabajó, entre otras producciones, en Non ti conosco più, en 1950, y Buonanotte, Patrizia, en 1960, ambas dirigidas por Umberto Benedetto) y con el éxito en algunas comedias televisadas (Zampa di velluto, Milizia territoriale, Jack l'infallibile, La moglie di papà). Melnati encarnó el triunfo del espectáculo radiofónico ligero, con improvisaciones e intervenciones breves que ejercían gran atracción en los espectadores de la época.

## Filmografía
| - Due cuori felici, de Baldassarre Negroni (1932) - La canzone del sole, de Max Neufeld (1933) - Oggi sposi, de Guido Brignone (1933) - La segretaria per tutti, de Amleto Palermi (1933) - La provincialina, de Ferruccio Biancini (1934) - Ma non è una cosa seria, de Mario Camerini (1936) - L'uomo che sorride, de Mario Mattoli (1937) - Il signor Max, de Mario Camerini (1937) - Voglio vivere con Letizia, de Camillo Mastrocinque (1937) - Contessa di Parma, de Alessandro Blasetti (1937) - La mazurka di papà, de Oreste Biancoli (1938) - La signora di Montecarlo, de Mario Soldati (1938) - La casa del peccato, de Max Neufeld (1939) - Pazza di gioia, de Carlo Ludovico Bragaglia (1939) - Un mare di guai, de Carlo Ludovico Bragaglia (1939) - Mille lire al mese, de Max Neufeld (1938) - Belle o brutte si sposan tutte..., de Carlo Ludovico Bragaglia (1939) - La peccatrice, de Amleto Palermi (1940) - Vento di milioni, de Dino Falconi (1940) | - Rose scarlatte, de Giuseppe Amato y Vittorio De Sica [1940) - Brivido, de Giacomo Gentilomo (1941) - Con le donne non si scherza, de Giorgio Simonelli (1941) - Barbablù, de Carlo Ludovico Bragaglia (1941) - Senza una donna, de Alfredo Guarini (1943) - Cortocircuito, de Giacomo Gentilomo (1943) - Miss Italia, de Duilio Coletti (1950) - Africa sotto i mari, de Giovanni Roccardi (1952) - Martin Toccaferro, de Leonardo De Mitri (1952) - Le Grand Jeu, de Robert Siodmak (1954) - Appassionatamente, de Giacomo Gentilomo (1954) - La valigia dei sogni, de Luigi Comencini (1954) - Madame du Barry, de Christian-Jaque (1954) - Peccato che sia una canaglia, de Alessandro Blasetti (1954) - Frou-Frou, de Augusto Genina (1955) - L'arciere delle mille e una notte, de Antonio Margheriti (1962) |

## Televisión
- Alla prova, de Frederick Lonsdale, con Elsa Merlini, Umberto Melnati y Vira Silenti. Dirección de Mario Landi, 26 de abril de 1957.
- Stelle alpine, con Umberto Melnati, Roberto Villa y Laura Solari. Dirección de Claudio Fino, 12 de diciembre de 1958.
- La moglie di papà, con Luisa Rivelli, Umberto Rivelli y Laura Solari. Dirección de Marcello Sartarelli, 17 de mayo de 1963.